# Rebound: The Legend of Earl "The Goat" Manigault
Rebound: The Legend of Earl "The Goat" Manigault es una película para televisión lanzada en 1996, producida por HBO sobre la figura de Earl Manigault, un legendario jugador de baloncesto callejero, conocido por su seudónimo como "The Goat", acrónimo de "Greatest of all time" (el mejor de todos los tiempos).
La película, escrita por Alan Swyer y Larry Golin y dirigida por Eriq La Salle, está protagonizado por Don Cheadle en el papel del Manigault. El entrenador de baloncesto profesional Nigel Miguel, proporcionó lecciones de baloncesto, enseñó movimientos y jugadas al reparto, y coordinó, junto al director La Salle, las escenas sobre la cancha.

## Argumento
La cinta narra la vida de Earl Manigault (1944-1998), quien es considerado para muchos, como el mejor jugador de baloncesto de la historia, a pesar de que nunca llegó a jugar al baloncesto profesionalmente. Pasó una temporada en la cárcel y fue adicto a la heroína, pero llegó a convertirse en un ejemplo de superación para sus vecinos del barrio neoyorquino de Harlem.

## Reparto
- Don Cheadle ...  Earl Manigault
- James Earl Jones ...  Dr. McDuffie
- Michael Beach ...  Legrand
- Clarence Williams III ...  Entrenador Pratt
- Eriq La Salle ...  Diego
- Forest Whitaker ...  Mr. Rucker
- Ronny Cox ...  Entrenador Scarpelli
- Loretta Devine ...  Señorita Mary
- Glynn Turman ...  Entrenador Powell
- Monica Calhoun ...  Evonne
- Colin Cheadle ...  Joven Earl
- Michael Ralph ...  Dion
- Daryl Mitchell ...  Dean Meminger
- Nicole Ari Parker ...  Wanda
- Tamara Tunie ...  Señorita Marcus
- Kareem Abdul-Jabbar ...  Él mismo
- Chick Hearn ...  Él mismo
- Cress Williams ...  Kimbrough
- Kevin Garnett ... Wilt Chamberlain
- Gary Maloncon ... Nate Bowman
- Nigel Miguel ... Sonny Johnson